# Whiston (South Staffordshire)
Whiston – przysiółek w Anglii, w Staffordshire. Leży 9,3 km od miasta Stafford, 31,3 km od miasta Stoke-on-Trent i 195,6 km od Londynu. Whiston jest wspomniana w Domesday Book (1086) jako Witestone.